# Mi Mi Mi
《Mi Mi Mi》是俄罗斯女子组合白银组合收录于第三张录音室专辑《Sila tryokh》中的一首歌曲，于2013年6月14日在俄罗斯以数位下载的形式发行，而音乐视频于2013年6月10日首播。这首歌被收錄在《麻辣賤諜》的电影原声带。

## 歌曲评价
《腾讯音乐》：乐评人麦单表示舞曲多了难免雷同，白银组合的这首《Mi Mi Mi》用性感比基尼和带有强烈性暗示的歌词成功博得观众眼球，歌曲进展中旋律节奏和歌词一轮又一轮不停的循环往复，非常洗脑。

## 榜单成绩

### 周榜单
| 榜单 (2013年)                                | 最高位置 |
| -------------------------------------------- | -------- |
| 比利时瓦隆（Ultratip榜外單曲榜）             | 22       |
| 意大利（意大利音乐产业联盟单曲榜）           | 11       |
| 日本（Japan Hot 100）                        | 88       |
| 荷兰（荷蘭四十強單曲榜）                     | 7        |
| 荷兰（百强单曲榜）                           | 8        |
| 美國（《告示牌》Hot Dance/Electronic Songs） | 39       |

## 相关争议
2018年，Serebro指责K-pop女子组合Momoland的歌曲《BBoom BBoom》抄袭。这首歌的制作人否认了这项指控，称贝斯线以及4节和弦为常见于复古房屋或电子摇摆类型，并表示歌曲听起来有点耳熟，但旋律和曲子的进行与被指抄袭的歌曲明显不同。